# Dacia Lodgy
Dacia Lodgy — компактвэн, разработанный румынским производителем Dacia. Впервые был представлен в 2012 году на Женевском автосалоне. 

## Краткий обзор
Основанный на новой платформе, Lodgy имеет передний привод и оснащен на выбор 4-цилиндровыми двигателями: 1,5-литровые дизельные (в двух вариантах) и два бензиновых двигателя: 1,6 л. атмосферный и турбированный 1,2 л. Energy TCe 115. Lodgy также первая модель Dacia, предлагаемая с ограничителем скорости, кроме того, она имеет навигационную систему с 7-дюймовым сенсорным дисплеем в качестве опции, а также Bluetooth и USB соединения.
Автомобиль будет доступен только в леворульном варианте, с выбором из 5- и 7-местных моделей. Он производится на новом заводе Renault в Танжере, Марокко.

## Dacia Dokker
Автомобиль многоцелевого назначения, разработанный румынским производителем Dacia. Серийно производится с 2012 года. Основан на базе Lodgy, но короче его на 135 мм и выше на 134 мм, и имеет сдвижные задние двери. Помимо пассажирской версии предлагается и грузовая под названием Dokker Van. 
Осенью 2017 года автомобиль вышел на российский рынок под именем Renault Dokker. Однако уже в июне 2020 года, спустя 2,5 года продаж, модель была снята с продаж в России.

## Lodgy Glace
В ноябре 2011 года Dacia объявили, что Lodgy примет участие в соревновании Andros Trophy для повышения осведомленности о предстоящем автомобиле. В отличие от серийной версии, Lodgy Glace рассчитан на 3.0 л. V6, который производит 355 л.с. (265 кВт) и 259 Н·м крутящего момента. Две модели управлялись отцом и сыном Аленом Простом и Николя Простом, первая гонка была в Валь Торансе в декабре 2011 года.

## Безопасность
Автомобиль прошел тест Euro NCAP в 2012 году:
| Euro NCAP                                                      | Euro NCAP | Euro NCAP | Euro NCAP             |
| -------------------------------------------------------------- | --------- | --------- | --------------------- |
| · общий рейтинг                                                |           |           |                       |
| 72%                                                            | 77%       | 44%       | 29%                   |
| взрослый пассажир                                              | ребёнок   | пешеход   | активная безопасность |
| Протестированная модель: Dacia Lodgy 1,5 DCi «Laureate» (2012) |           |           |                       |